# エドモンド・ホール
エドモンド・ホール（Edmond Hall、1901年5月15日 - 1967年2月11日）は、アメリカ・ルイジアナ州セントジョンザバプテスト郡リザーヴ出身のジャズ・クラリネット奏者。
スウィング・ジャズで知られる。
共演者はチャーリー・クリスチャン、ミード・ルクス・ルイス、テディ・ウィルソン、ヴィック・ディッケンソン等が挙げられる。

## ディスコグラフィ

### リーダー・アルバム
- 『ジャミング・イン・ジャズ』 - Jamming in Jazz (1951年、Blue Note)
- Jazz at the Savoy Cafe (1954年、Savoy)
- 『小さな花』 - Petite Fleur (1959年、United Artists)
- 『エドモンド・ホールの芸術』 - Rumpus On Rampart St. (1959年、Mount Vernon Music)
- Swing Session (1959年、Commodore)
- Celestial Express (1969年、Blue Note)
- 1937–1944 (1995年、Classics) ※コンピレーション
- 1944–1945 (1996年、Classics) ※コンピレーション
- Edmond Hall with Alan Elsdon's Band (1995年、Jazzology)[1]
- Edmond Hall's Last Concert (1996年、Jazzology)
- 『プロファウンドリー・ブルー〜メモラブル・セッションズ・ウィズ・エドモンド・ホール』 - Profoundly Blue (1998年、Blue Note)